# Quái hiệp Nhất Chi Mai
Quái hiệp Nhất Chi Mai (giản thể: 怪侠一枝梅; phồn thể: 怪俠一枝梅) là một bộ phim Trung Quốc được hãng phim truyền hình thị Thượng Hải sản xuất năm 2010. Bộ phim được chuyển thể từ những truyền thuyết về Nhất Chi Mai, một đạo tặc lừng danh đời nhà Minh.

## Nội dung
Quái Hiệp Nhất Chi Mai là tên của một nhóm hành hiệp trượng nghĩa dưới thời Minh. Phim tập hợp các yếu tố võ hiệp, ly kỳ, trinh thám. "Nhất Chi Mai" bao gồm 3 nam 1 nữ, họ là những hiệp khách có thân thủ cao cường, có tinh thần trừ gian diệt ác, bảo vệ chính nghĩa. Đứng đầu nhóm là Ly Ca Tiếu, từng là thủ lĩnh Cẩm y vệ nhưng bị kẻ gian hãm hại. Ba người còn lại là "Thiên diện lang quân" Hạ Tiểu Mai; hòa thượng thân hoài tuyệt kỹ đã bị trục xuất khỏi Thiếu Lâm là Sài Hồ; cùng phản đồ Nga My – Yến Tam Nương, người có khinh công độc bộ thiên hạ. Bốn người họ đã lấy hoa mai mà thề, hợp thành nhóm hiệp đạo "Nhất Chi Mai", cùng nhau phá những vụ kỳ án, bảo vệ chính nghĩa.

## Diễn viên
| Diễn viên         | Vai                          | Lồng tiếng Quảng Đông | Miêu tả |
| ----------------- | ---------------------------- | --------------------- | --- |
| Hoắc Kiến Hoa     | Ly Ca Tiếu                   | Dương Diệu Thái       | Nguyên là chỉ huy cẩm y vệ Đồng Trí, 5 năm trước sư phụ Trịnh Đông Lưu luận tội Nghiêm Tung, thay vào đó, anh ta bị Nghiêm Tung đóng khung và bỏ tù, mặc dù cuối cùng Trịnh Đông Lưu đã được cứu, nhưng vợ anh ta là Kinh Như Ức bị liên lụy và chết                                                                                  |
| Lưu Thi Thi       | Yến Tam Nương                | Trịnh Gia Huệ         | Thần trộm, giỏi nhất khinh công, giỏi mở khóa |
| Mã Thiên Vũ       | Hạ Tiểu Mai                  |                       | Con hát với ngàn khuôn mặt, giỏi cải trang, khả năng y thuật xuất sắc |
| Thích Hành Vũ     | Sài Hồ                       | Gary Lê               | Phiên giang đại đạo, giỏi quyền cước công phu, tính khí bốc đồng |
| Tiêu Chính Nam    | Ứng Vô Cầu (Bao Lai Ngạnh)   | Lý Gia Kiệt           | Tổng chỉ huy đương nhiệm của cậm vệ Đông xưởng, yêu Kinh Như Ức sâu sắc, mặc dù hết lòng chờ đợi cô ấy, nhưng cuối cùng anh ấy chỉ có thể chịu đựng đau đớn, uất hận vì Lý Ca Tiếu đã giật Kinh Như Ức khỏi anh ấy, và cũng hận rằng Lý Ca Tiếu không thể cứu Kinh Như Ức, anh ta không ngần ngại phục vụ Nghiêm Tung như một con chó |
| Đồng Lệ Á         | Kinh Như Ức                  |                       | Con gái tội thần tiền triều, vợ của Ly Ca Tiếu, 5 năm trước bị Nghiêm Tung tra tấn đến chết |
| Liêu Khải Trí     | Trịnh Đông Lưu               |                       | Sư phụ của Ly Ca Tiếu, từng là thủ lĩnh cẩm y vệ. điều hành ngôi trường cũ Trịnh Thư và chăm sóc một nhóm trẻ mồ côi |
| Đới Xuân Vinh     | Vô Cấu sư thái               | Đàm Thục Nhàn         | Chưởng môn Nga Mi, Mẹ đẻ của Yến Tam Nương |
| Lữ Nhất           | Tô Anh                       | Ngô Tiểu Nghệ         | Chị họ của Tiểu Mai, Bởii vì mưu kế của Trần Đông, của cải của gia đình bị cướp, chồng bị giết, con trai bị bắt cóc. phải làm phản ứng nội bộ của Trần Đông, giết hết gia đình này đến gia đình khác |
| Hải Ba            | Hải Thụy                     |                       | Quan chức ngay thẳng lưu truyền trong nhân dân |
| Đặng Lập Dân      | Nghiêm Tung                  |                       | Tham quan, có thế lực lớn trong triều đình |
| Trương Sơn        | Trương Báo                   |                       | Lão đại Báo Tử bang, bị Trần Liệt hạ độc, ném xác của ông ta qua vách đá |
| Trương Lôi        | Minh Thế Tông                |                       | |
| Diêu Dịch Thần    | Trương Trung                 |                       | Con trai của Trương Báo, học tại Quốc Tử Giám , người thừa kế của Báo Tử,bang đã thay đổi mục đích của băng đảng, cướp của người giàu và giúp đỡ người nghèo, và ngừng cướp của dân thường |
| Tùy Trữ Dương     | Trần Liệt                    |                       | |
| Lý Bác            | Tiêu Bổn                     |                       | Vị thiếu gia giàu có yêu thích môn chọi Dế, sau khi Lương Nguyệt thua trong trò chơi cờ bạc, đã đánh Lương Nguyệt đến chết |
| Trương Minh Minh  | Nghiêm Thế Phiên             |                       | Con trai của Nghiêm Tung, kiến thức phi thường |
| Trịnh Hiểu Đông   | Lương Nhật                   |                       | Con trai của Lương Nguyêt |
| Dương Nghệ        | Lương Nguyệt                 |                       | |
| Lý Khánh Tường    | Huyền Hư đạo trưởng          | Hoàng Chí Thành       | Anh căm thù triều đình và được Lý Ca Tiếu giải cứu |
| Lô Dũng           | Thát Đát tướng quân Hà Thích |                       | Bỏ tiền ra mua bản đồ địa đồ phòng thủ của Đại Minh thì bị cướp, cuối cùng bản đồ cũng lấy lại được từ tay Nhất Chi Mai, nhưng nó đã bị sửa đổi, thông đồng với Nghiêm Tung và con trai của hắn, dẫn đến đại bại của quân Thát Đát |
| Vương Xuân Nguyên | Sô Cẩu                       |                       | Tiểu nhị của Xuân Hoa viện, tình cờ phát hiện ra quan quận đã bán bản đồ phòng thủ của Đại Minh cho tướng Thát Đát Hà Thích, lấy bản đồ và bỏ trốn cùng vợ và con gái |
| Mã Tiểu Thiến     | Lâm Song Song                |                       | Người yêu Sài Hồ, 15 năm trước Sài Hồ bỏ mặt cô |
| Quan Hiểu Đồng    | Sài Yên                      |                       | Con gái ruột của Sài Hồ, Mang hoa tai đến đền Quan Âm để cầu xin Sài Hồ giải cứu mẹ cô, cá tính trưởng thành, có chút tinh quái |
| Vương Kiến Quốc   | Trương Thái Bảo              |                       | |
| Viên San San      | Băng Băng                    |                       | Vợ của Lương Nhật, thay vì trả thù, chỉ muốn nghe những lời cuối cùng của Lương Nguyệt |
| Quách Quân        | Trần Đông (Hà Đông Lai)      |                       | |

## Nhạc phim
1. Thiên địa mai hoa khai (天地梅花開; The Opening of the World and Plum Blossoms) trình bày bởi Hồ Ca [3]
2. Thiên đường điểu (天堂鳥; Bird of Paradise) trình bày bởi Trịnh Gia Gia

## Phát sóng
| Kênh               | Quốc gia   | Ngày phát sóng                             | Thời gian                                                                         |
| ------------------ | ---------- | ------------------------------------------ | --------------------------------------------------------------------------------- |
| Giang Tô tống nghệ | Trung Quốc | 22 tháng 12 năm 2010 - 10 tháng 1 năm 2011 |                                                                                   |
| Thẩm Quyến TV      | Trung Quốc | 1 tháng 1 năm 2011 - 15 tháng 1 năm 2011   | 19:30-21:25, 2 tập/ngày                                                           |
| SETV               | Trung Quốc | 3 tháng 1 năm 2011 - 14 tháng 1 năm 2011   | Thứ hai-Thứ sáu 19:35-22:00, 3 tập/ngày                                           |
| CTV                | Đài Loan   | 4 tháng 1 năm 2011 - 31 tháng 1 năm 2011   |                                                                                   |
| Quảng Châu         | Trung Quốc | 1 tháng 1 năm 2011 - 21 tháng 1 năm 2011   | 19:15-20:45, 2 ngày đầu tiên mỗi ngày 1 tập Ngày còn lại 2 tập (Tiếng Quảng Đông) |
| Trung Hoa TV       | Hàn Quốc   | 5 tháng 7 năm 2011                         | Thứ hai-Thứ sáu 20:00-22:00 (2 tập)                                               |
| AstroHD            | Malaysia   | 29 tháng 7 năm 2012                        | Chủ nhật 14:00-18.30,5 tập                                                        |
| AsiaN              | Hàn Quốc   | 23 tháng 9 năm 2013                        | 2 tập/ngày                                                                        |

## Rating
| Ngày phát sóng                            | Tuần | Rate trung bình | Hạng | Tập   | Ghi chú |
| ----------------------------------------- | ---- | --------------- | ---- | ----- | ------- |
| 4 tháng 1 năm 2011 - 6 tháng 1 năm 2011   | 1    | 1.00            | 5    | 1-3   |         |
| 10 tháng 1 năm 2011 - 13 tháng 1 năm 2011 | 2    | 1.31            | 4    | 4-7   |         |
| 17 tháng 1 năm 2011 - 20 tháng 1 năm 2011 | 3    | 1.54            | 3    | 8-11  |         |
| 24 tháng 1 năm 2011 - 27 tháng 1 năm 2011 | 4    | 1.71            | 3    | 12-15 |         |
| 31 tháng 1 năm 2011                       | 5    | 2.07            | 3    | 16    |         |
| Rate trung bình                           | -    | 1.45            | -    | -     | -       |

## Giải thưởng
| Năm  | Lễ trao giải | Hạng mục                 | Người đề cử | Kết quả | Ghi chú |
| ---- | ------------ | ------------------------ | ----------- | ------- | ------- |
| 2011 | Youku        | Top 10 phim truyền hình  |             | Đề cử   | [ 4 ]   |
| 2011 | Youku        | Đạo diễn                 | Lý Quốc Lập | Đề cử   | [ 4 ]   |
| 2011 | Youku        | Nam,Nữ diễn viên đột phá | Mã Thiên Vũ | Đề cử   | [ 4 ]   |